# Бешуйлы
Бешуйлы (укр. Бешуйли, крымскотат. Beşüyli, Бешуйли) — исчезнувшее село в Ленинском районе Республики Крым, располагавшееся на севере района и Керченского полуострова, примерно в 10 км к северо-востоку от современного села Золотое.

## История
Первое документальное упоминание села встречается в Камеральном Описании Крыма… 1784 года, судя по которому, в последний период Крымского ханства Беш Эвли входил в Дин Керченский кадылык Кефинского каймаканства. После присоединения Крыма к России (8) 19 апреля 1783 года, (8) 19 февраля 1784 года, именным указом Екатерины II сенату, на территории бывшего Крымского Ханства была образована Таврическая область и деревня была приписана к Левкопольскому, а после ликвидации в 1787 году Левкопольского — к Феодосийскому уезду Таврической области. Перед Русско-турецкой войной 1787—1791 годов производилось выселение крымских татар из прибрежных селений во внутренние районы полуострова, в ходе которого в Бешевли было переселено 13 человек. В конце войны, 14 августа 1791 года всем было разрешено вернуться на место прежнего жительства. После Павловских реформ, с 1796 по 1802 год, входила в Акмечетский уезд Новороссийской губернии. По новому административному делению, после создания 8 (20) октября 1802 года Таврической губернии, Бешуйлы был включён в состав Акмозской волости Феодосийского уезда.
По Ведомости о числе селений, названиях оных, в них дворов… состоящих в Феодосийском уезде от 14 октября 1805 года , в одной деревне Бешевли-Каралар числилось 17 дворов и 143 жителя. На военно-топографической карте генерал-майора Мухина 1817 года деревня Бешевли обозначена с 40 дворами. После реформы волостного деления 1829 года Башуйлы Каралар, согласно «Ведомости о казённых волостях Таврической губернии 1829 года», отнесли к Чурубашской волости (переименованной из Аккозской). Затем, видимо, вследствие эмиграции крымских татар в Турцию, деревня опустела и на карте 1836 года в деревне 6 дворов, а на карте 1842 года Бешуйлы обозначен условным знаком «малая деревня», то есть, менее 5 дворов.
В 1860-х годах, после земской реформы Александра II, деревню приписали к Сарайминской волости. Согласно «Списку населённых мест Таврической губернии по сведениям 1864 года», составленному по результатам VIII ревизии 1864 года, Бешуйлы-Каралар — владельческая русская деревня с 10 дворами и 42 жителями близ морскаго берега и с примечанием, что на военно-топографической карте состоит из двух участков Бешуйлы и Каралар. По «Памятной книге Таврической губернии 1889 года», по результатам Х ревизии 1887 года, в деревнях Бешуй-Эли и Темеш вместе числилось 9 дворов и 54 жителя, но если на трехверстовой карте Шуберта 1865 года Бешуйлы ещё обозначен, то на карте, с корректурой 1876 года, такого самостоятельного селения уже нет. В дальнейшем в доступных источниках не встречается.